# Andrea Slachevsky
Andrea Slachevsky Chonchol (Santiago, 14 de junio de 1965) es una neuróloga chilena-francesa. Pionera en el estudio de enfermedades neurodegenerativas en Chile, específicamente en Demencia tipo Alzheimer. Médica de la Universidad de Chile, obtuvo su doctorado en Ciencia de la Vida y la Salud (con mención en Neuropsicología) por la Universidad Pierre y Marie Curie, París VI.
Sus logros incluyen ser la directora de la Clínica de Memoria y Neuropsiquiatría (CMYN), Servicio de Neurología - Hospital del Salvador y Facultad de Medicina de la Universidad de Chile. También es Directora Alterna Centro Fondap Centro Gerociencias, Salud Mental y Metabolismo (GERO),  Profesora Asociada de la Facultad de Medicina de la Universidad de Chile, y vicepresidente Coprad (Corporación Profesional de Alzheimer y Otras Demencias).
Como neuróloga especializada en neurología cognitiva y trastornos de demencia, ha dedicado su carrera a mejorar la atención médica de pacientes con demencia y a investigar y enseñar sobre neuropsicología, neuropsiquiatría y trastornos de demencia. Ha estado a la vanguardia de la sensibilización sobre las demencias en Chile.

## Biografía
Nació en Santiago de Chile, donde pasó su infancia. Tras el golpe militar de 1973 debió emigrar con su familia a Francia (su tío materno era Jacques Chonchol), donde desarrolló parte de sus estudio primarios y la totalidad de los secundarios. Estudió Medicina en la Universidad de Chile (1985-1992) titulándose de neuróloga en la misma Universidad (2000). Obtuvo el Diploma Universitario en Neuropsicología de la Universidad  Pierre et Marie Curie, Paris VI, Francia (1996-1997) y el “Diplôme d'Etudes Approfondies (DEA) National de Neuropsychologie” en la Universidad Claude Bernard Lyon, Francia con distinción máxima (1997-1998). Por último, obtuvo el título de Doctorado en Sciences de la Vie et de la Santé, Neuroscience, Mention Neuropsychologie de la Universidad Pierre et Marie Curie. Paris VI. Francia con distinción máxima (1998-2003).
Actualmente es directora de Clínica de Memoria y Neuropsiquiatría (CMYN), Servicio de Neurología - Hospital del Salvador & Facultad de Medicina de la Universidad de Chile. También es Directora Alterna Centro Fondap Centro Gerociencias, Salud Mental y Metabolismo (GERO), profesora Asociada Facultad de Medicina, U. de Chile, y vicepresidente Coprad (Corporación Profesional de Alzheimer y Otras Demencias), una organización no gubernamental sin fines de lucro, dedicada a sensibilizar sobre la enfermedad de Alzheimer y otras demencias. Es miembro de la Red de Envejecimiento Transdisciplinario de la Universidad de Chile, del Comité Científico de Alzheimer’s Association International Conference y del Círculo de Innovación de Icare.
Su principal línea de investigación incluye el estudio de los predictores de envejecimiento cerebral cognitivo patológico y saludable;  la evaluación funcional y neuropsicológica de los trastornos cerebrales, principalmente asociados al envejecimiento. Asimismo, estudia la relación cerebro-comportamiento en pacientes con trastornos cerebrales, principalmente demencia, combinando estudio de neuroimagen con morfometría basada en vóxel y evaluación  neuropsicológica. También estudia la implementación de unidades de memoria y el desarrollo de una plataforma informática para el manejo de datos en enfermedades neurodegenerativas. Ha sido investigadora principal y coinvestigadora de varios proyectos de investigación  nacionales sobre trastornos cognitivos en enfermedades cerebrales (Fondecyt, Fonis, Fondef, Fondap) e internacionales (Multi-partner consortium to expand dementia research in Latin America financiado por  la Alzheimer Association, la Rainwater Charitable Foundation y el GBHI y un proyecto latinoamericano financiado por el BID).  
Participó en la Comisión Nacional que elaboró el Plan de Demencia de Chile y en la Comisión Presidencial que elaboró el Plan Nacional de Discapacidad, Salud Mental y Atención de Chile. Participa activamente en la implementación del Plan de Demencia de Chile y ha contribuido a la creación de la primera Unidad de  Memoria del Hospital del Salvador en Chile. Ha contribuido de manera a la divulgación en neurociencias en Chile a través de múltiples columnas en los medios de prensas.

## Publicaciones
Entre sus publicaciones destaca el estudio sobre la carga asociado al cuidado informal en demencias (estudio CUIDEME) y el costo de los trastornos demenciantes, mostrando el efecto del nivel socioeconómico en el costo de demencias en Chile.
Ha publicado más de 70 artículos en revistas con comité editorial, incluidas revistas de alto impacto y más de 20 capítulos de libros. Ha escrito 4 libros: “Enfermedad de Alzheimer y otras demencias: Manual para familiares y cuidadores"; "Neuropsicología. Bases neuronales de los procesos mentales"; "Tratado de Neuropsicología "(dos ediciones), y "Cerebro Cotidiano”.

## Reconocimientos
Con respecto a premios y distinciones obtenidas, en el año 2018 recibió la Distinción Reconocimiento a la Excelencia y Pertinencia en Investigación, Innovación y Creación Artística  de Vicerrectoría de Investigación y Desarrollo  de la Universidad de Chile. El año 2017, recibió la Distinción Reconocimiento a la Excelencia y Pertinencia en Investigación, Innovación y Creación Artística  otorgado por la Vicerrectoría de Investigación y Desarrollo de la Universidad de Chile.  El año 2016, recibió el Premio de Ética del Colegio Médico de Chie, que la distinguió por su trabajo publicado en la Revista Médica de Chile titulado "¿ Sé y puedo?   Toma de decisión y consentimiento informado en los trastornos demenciantes: Dilemas diagnósticos y jurídicos en Chile". El año 2015, ganó el Premio 100 Mujeres Líderes 2015 El Mercurio” y Mujeres Empresarias. Finalmente, el año 2013 recibió la Distinción de la Universidad de Chile para académicos y académicas por la publicación del libro "Neuropsicología: Bases neuronales de los procesos mentales".